# Крытый мост Лоуэлл
Лоуэлл — крытый мост через один из истоков реки Уилламетт, левого притока реки Колумбия. Расположен в городе Лоуэлл, округ Лейн, штат Орегон. Существующая структура датируется 1945 годом. Занесён в Национальный реестр исторических мест США.
Город Лоуэлл был основан в 1874 году, когда переселенец из Мэна Амос Хайланд поселился на южном берегу среднего истока Уилламетт и назвал поселение по своему родному городу Лоуэлл. Первый крытый мост через реку был построен в Лоуэлле в 1907 году. Длина моста была около 70 метров, архитектор Нелс Рони. В начале 1940 годов в результате аварии с участием грузовика мост был сильно повреждён, и в 1945 году его пришлось заменить. Новый мост также сделан из дерева. В 1953 году появились планы строительства плотины на реке (в настоящее время это водохранилище Декстер), и мост подняли на шесть метров, чтобы его не затопило.
До 1981 года мост использовался для движения автотранспорта, в том числе грузовиков. В 1981 году был открыт новый бетонный мост через реку, а крытый мост отреставрирован и сохранён как исторический памятник. Мост открыт для посещения туристами, внутри организована экспозиция по истории моста.